# Budismo nichiren
El budismo nichiren (日蓮系諸宗派: nichiren-kei sho shūha), budismo de Nichiren. También llamado pocas veces como Nichirenismo. Es una rama del budismo mahayana basado en las enseñanzas del monje japonés Nichiren (1222-1282). Varias formas del budismo nichiren han tenido gran influencia entre ciertos sectores de la sociedad japonesa en diferentes momentos de la historia del país, como entre los comerciantes de Kioto en el Oriente de Japón durante la Edad Media y entre algunos ultranacionalistas durante los años previos a la Segunda Guerra Mundial.
El budismo nichiren es generalmente conocido por su enfoque en el texto budista Sutra del loto y una creencia operadora de que todas las personas tienen una innata la naturaleza de Buda dentro de sus vidas y por lo tanto son intrínsecamente capaces de alcanzar iluminación en su forma actual y presente existencia. También es observable su oposición a otras formas de budismo japonés, en particular, el zen, el budismo tierra pura, el budismo esotérico, shingon, y el ritsu. Nichiren vio estas escuelas como la desviación de la ortodoxia del budismo mahayana. El budismo nichiren es un término amplio que abarca varias grandes escuelas y muchas subescuelas, así como varios de las nuevas religiones en Japón. Los budistas nichiren creen que la difusión de las enseñanzas de Nichiren y su efecto en las vidas de los practicantes con el tiempo dará lugar a una sociedad pacífica, justa y próspera.

## El fundador, Nichiren
Desde la edad de 16 hasta 32, Nichiren estudió en numerosos templos en Japón, especialmente Enryaku-ji y Monte Koya (que en esa época eran los principales centros de estudios budistas) y en la zona de Kioto-Nara. Con el tiempo llegó a la conclusión de que las enseñanzas más elevadas de Buda (448-368 a. C. aprox.) se encontraban en el Sutra del Loto. El mantra que él expuso el 28 de abril de 1253, Nam Myoho Renge Kyo, expresa su devoción por el cuerpo de enseñanzas.
Durante su vida, Nichiren sostuvo estridentemente que las enseñanzas del budismo contemporáneo impartidos por otros grupos (en particular, nembutsu, zen, shingon y ritsu) se equivocaban en sus interpretaciones de la ruta correcta hacia la iluminación y por lo tanto ellos debían ser refutados públicamente. De este modo, Nichiren provocó la ira de los gobernantes del país y de los sacerdotes de los grupos que criticaba; fue objeto de persecuciones que incluyeron un intento de decapitación y por lo menos dos exilios. Algunas escuelas nichiren ven el incidente de la decapitación intentado como marca de un punto de inflexión en la enseñanza de Nichiren, ya que Nichiren comenzó a inscribir el Gohonzon y una serie de importantes tratados doctrinales en el periodo posterior, durante su exilio de tres años en la isla de Sado en el Mar del Japón. Después de ser indultado y habiendo regresado del exilio, Nichiren se trasladó a Monte Minobu, en la actual prefectura de Yamanashi, donde él y sus discípulos construyeron un templo. Nichiren pasó la mayor parte del resto de su vida allí, entrenando y formando discípulos.

## Escuelas

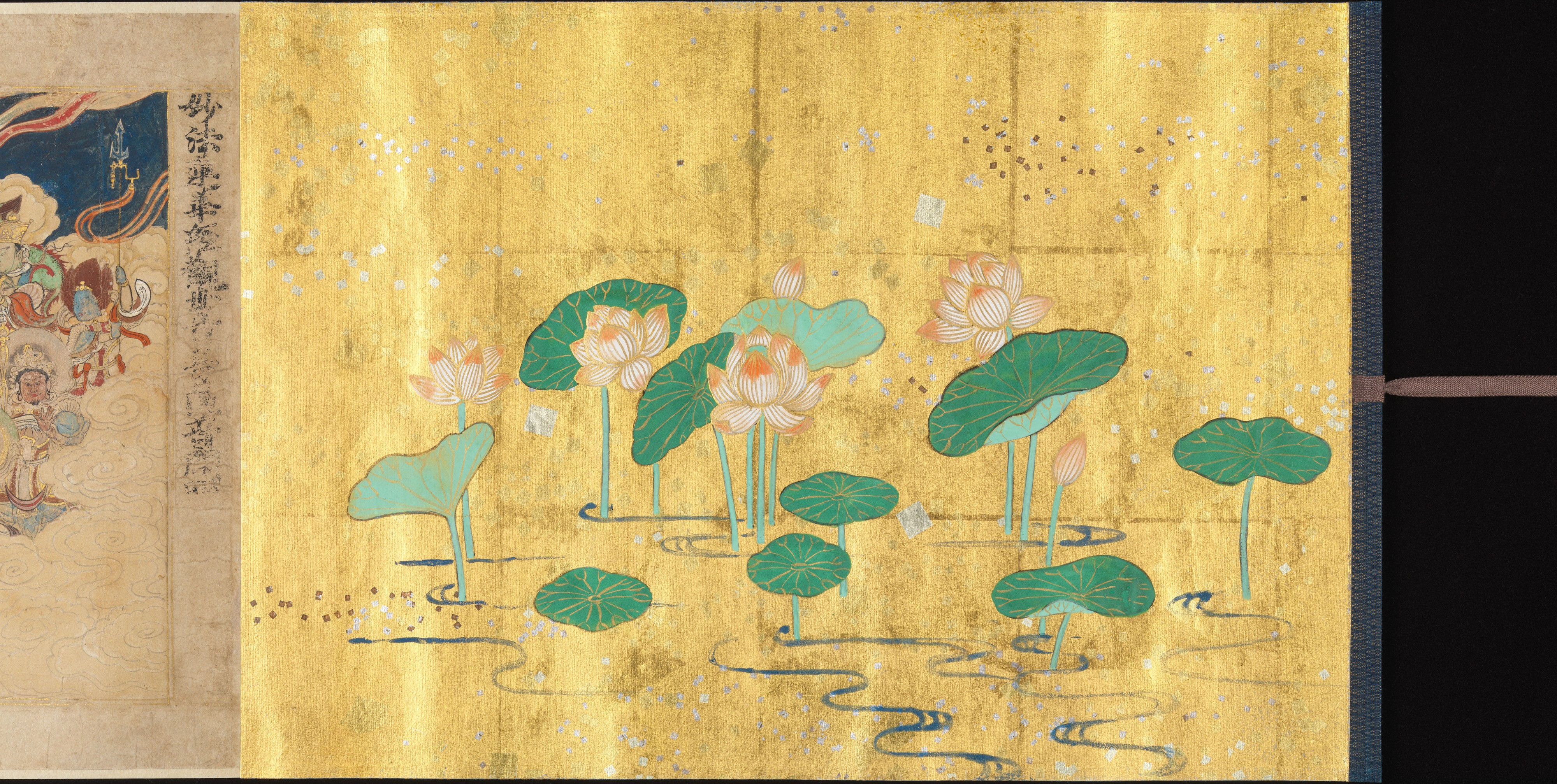
Ilustración del sutra del loto, altamente reverenciado en el budismo Nichiren, Período de Kamakura, 1257 en tinta, color y oro, Metropolitan Museum of Art.

Hoy en día, el budismo nichiren no es una denominación única (véase la siguiente lista). Este comenzó a ramificarse en diferentes escuelas varios años después de la muerte de Nichiren, una vez que Nichiren había nombrado a seis sacerdotes principales o Rokurōsō a los cuales él quería transmitir sus enseñanzas para las generaciones futuras: Nissho, Nichiro, Niko, Nitchō, Nichiji y Nikkō. Cada uno comenzó un linaje propio de las escuelas, pero Nichiji —quien viajó al continente asiático (ca. 1295)— desapareció y nunca se supo de él. Nitchō, tarde en la vida (1302), se convirtió en un seguidor de Nikko.
Las razones de las divisiones son numerosas, enredadas, y sujetas a diferentes interpretaciones en función de la escuela que cuenta la historia, basta decir que los sacerdotes altos tenían diferentes concepciones de lo que la vida de Nichiren y de la enseñanza de este. Aunque los cinco permanecieron más o menos afiliados en diversos grados, el último Nikko hizo un corte limpio, dejando Kuon-ji en 1289. Habiendo llegado a la conclusión de que Niko y los demás se estaban embarcando en los caminos a la herejía que no se podían corregir.
Kuon-ji con el tiempo se convirtió en el templo central de la actual nichiren shu, una de las dos mayores ramas y la que abarca los diversos centros de menores sub escuelas de la rama Minobu en la que la mayoría de las escuelas iniciadas por Nissho, Nichiro, y Nichiji se han subsumido. La otra rama dominante se centra en Taiseki-ji, el templo principal de la actual escuela nichiren shoshu. Taiseki-ji, que Nikkō fundó en 1290 después de salir de Kuon-ji, fue el punto de partida para las demás escuelas de la rama Komon-ha (兴 门派, kō de Nikkō) o Ha-Fuji (富士派, de la localidad).
Otros tradicionales escuelas de Nichiren incluyen varias sub-escuelas que se llaman simplemente Hokke Shu, Shu Honmon Butsuryū, y el Shu Kempon Hokke. Varias nuevas religiones de Japón también son subgrupos o de lo contrario por motivos de una u otra de las tradicionales escuelas de Nichiren. El Reiyukai, Risshō Kōsei Kai, y Nipponzan Myohoji Sangha se derivan de una u otra rama de las escuelas Kuon-ji/Minobu, mientras que Soka Gakkai, Shōshinkai y Kenshōkai traza sus orígenes a la escuela nichiren shoshu.

### Principales escuelas budistas nichiren

#### Escuelas tradicionales y sus principales templos
- Nichiren Shu: Sozan Minobuzan Kuon-ji
- Nichiren shoshu: Sōhonzan Taiseki-ji
- Honmon Butsuryū Shu
- Kempon Hokke Shu: Sōhonzan Myōman-ji
- Hokkeshū, Honmon Ryū
- Hokkeshū, Jinmon Ryū
- Hokkeshū, Shinmon Ryū
- Honmon Hokke Shu: Daihonzan Myōren-ji
- Nichiren Honshū: Honzan Yobo-ji
- Nichiren Shu , Fuju fusibles-ha: Sozan Myōkaku-ji
- Nichiren Shu Hokke
- Hokke Nichiren Shu
- Hompa Nichiren Shu
- Honke Nichiren Shu (Hyōgo)
- Fuju fusibles Nichiren Shu Komon
- Honke Nichiren Shu (Kyoto)
- Shobo Hokke Shu
- Honmon Kyoo Shu
- Nichiren Shu Komon

#### Escuelas no tradicionales
- Reiyukai (asociación espiritual amistosa), fundada en 1920 por Kakutaro Kubo y Kimi Kotani, se considera el abuelo del formato de las nuevas religiones, dedicado al Sutra del Loto y a la veneración de los ancestros.
- Risshō Kōsei Kai
- Nipponzan Myohoji
- Kokuchūkai.
- Shōshinkai
- Fuji Taisekiji Kenshōkai (también solo Kenshōkai).
- Honmon Shoshu

### Organizaciones laicas
- Soka Gakkai, o SGI (Soka Gakkai International: Soka Gakkai Internacional)
Nota: Aunque muchas fuentes (por ejemplo, Britannica en línea, Illustrated, p. 1443; Cambridge, p. 175; Iwanami, p. 679) caracterizan la Soka Gakkai como una nueva religión japonesa o como una organización de laicos seguidores de Nichiren shoshu (a la que no ha estado afiliado desde principios de 1990), los miembros de Soka Gakkai se ven a sí mismos como organizaciones de laicos, cuya finalidad es apoyar a los practicantes del budismo nichiren.

## Doctrina y prácticas
Gran parte de las enseñanzas subyacentes a la escuela nichiren shoshu son, abiertamente, las extensiones del pensamiento de la Tendaishū (Escuela Budista del Tiantai), incluyendo gran parte de su visión del mundo y su razón de ser para la crítica de las escuelas budistas que no reconocen la designación por Buda histórico Shakyamuni del Sutra del loto siendo la más alta la enseñanza del budismo. Por ejemplo, la doctrina de la nichiren shoshu se extiende a clasificación como Tendaishū de los sutras budistas en cinco períodos y ocho categorías (五 时 八 教: del goji-hakkyō), su teoría de 3000 reinos de interpenetración de la vida de un solo momento (一念三千: Ichinen Sanzen), y su punto de vista de las Tres Verdades (三谛: Santai).

## Escritos de Nichiren
Nichiren fue un escritor prolífico. Sus comunicaciones personales y los escritos de sus seguidores, así como numerosos tratados detallan su punto de vista acerca de la manera correcta de practicar para los «últimos días de la ley», términos y conceptos budistas como Mappo; exponen sus puntos de vista sobre otras escuelas budistas, en particular los de influencia durante su tiempo de vida, y aclarar sus interpretaciones de las enseñanzas budistas que se precedieron. Estos escritos se conocen colectivamente como Gosho (goes un prefijo honorífico para designar respeto; sho significa ‘escritos’) en algunas escuelas y go-Ibun (izquierda detrás de escritos) en otras. Más de 700 de ellos, algunas completas y otras solo en fragmentos, se han transmitido a través de los siglos en las compilaciones, como las copias, e incluso muchos en el original. Algunos también están disponibles en la traducción de inglés, especialmente en las Cartas de Nichiren y Escritos selectos de Nichiren en Las traducciones de los clásicos de Asia, serie de la Columbia University Press, las traducciones más sectarias de algunos de sus escritos están también disponibles.